# Бруклон (Нью-Джерсі)
Бруклон (англ. Brooklawn) — місто (англ. borough) в США, в окрузі Кемден штату Нью-Джерсі. Населення — 1815 осіб (2020).

## Географія
Бруклон розташований за координатами 39°52′46″ пн. ш. 75°7′13″ зх. д. / 39.87944° пн. ш. 75.12028° зх. д. (39.879350, -75.120396).  За даними Бюро перепису населення США в 2010 році місто мало площу 1,36 км², з яких 1,27 км² — суходіл та 0,08 км² — водойми.

## Демографія
Згідно з переписом 2010 року, у селищі мешкало 1955 осіб у 759 домогосподарствах у складі 516 родин. Було 806 помешкань
Расовий склад населення:
| - 87,9 % — білих - 5,3 % — чорних або афроамериканців - 2,2 % — азіатів - 0,1 % — корінних американців - 2,0 % — осіб інших рас |

До двох чи більше рас належало 2,5 %. Частка іспаномовних становила 6,3 % від усіх жителів.
За віковим діапазоном населення розподілялося таким чином: 23,4 % — особи молодші 18 років, 65,4 % — особи у віці 18—64 років, 11,2 % — особи у віці 65 років та старші. Медіана віку мешканця становила 36,9 року. На 100 осіб жіночої статі у селищі припадало 93,8 чоловіків;  на 100 жінок у віці від 18 років та старших — 89,6 чоловіків також старших 18 років.
Середній дохід на одне домашнє господарство  становив 65 701 долар США (медіана — 60 208), а середній дохід на одну сім'ю — 73 384 долари (медіана — 64 583). Медіана доходів становила 41 354 долари для чоловіків та 40 677 доларів для жінок. За межею бідності перебувало 15,1 % осіб, у тому числі 37,0 % дітей у віці до 18 років та 9,5 % осіб у віці 65 років та старших.
Цивільне працевлаштоване населення становило 1049 осіб. Основні галузі зайнятості: освіта, охорона здоров'я та соціальна допомога — 27,8 %, мистецтво, розваги та відпочинок — 21,6 %, роздрібна торгівля — 8,7 %, виробництво — 7,4 %.